# Licheng, Quanzhou
Licheng är ett stadsdistrikt i staden Quanzhou i provinsen Fujian i sydöstra Kina.
Licheng  är indelat i åtta stadsdelsdistrikt och en administrativ enhet på sockennivå.
Stadsdelsdistrikt (jiedao):

- Changtai (常泰街道)
- Fuqiao (浮桥街道)
- Haibin (海滨街道)
- Jiangnan (江南街道)
- Jinlong (金龙街道)
- Kaiyuan (开元街道)
- Linjiang (临江街道)
- Lizhong (鲤中街道)

Områden på sockennivå:
- Qingmeng Jingji Kaifaqu ekonomisk utvecklingszon (清濛经济开发区)